# Perfluorcarbone

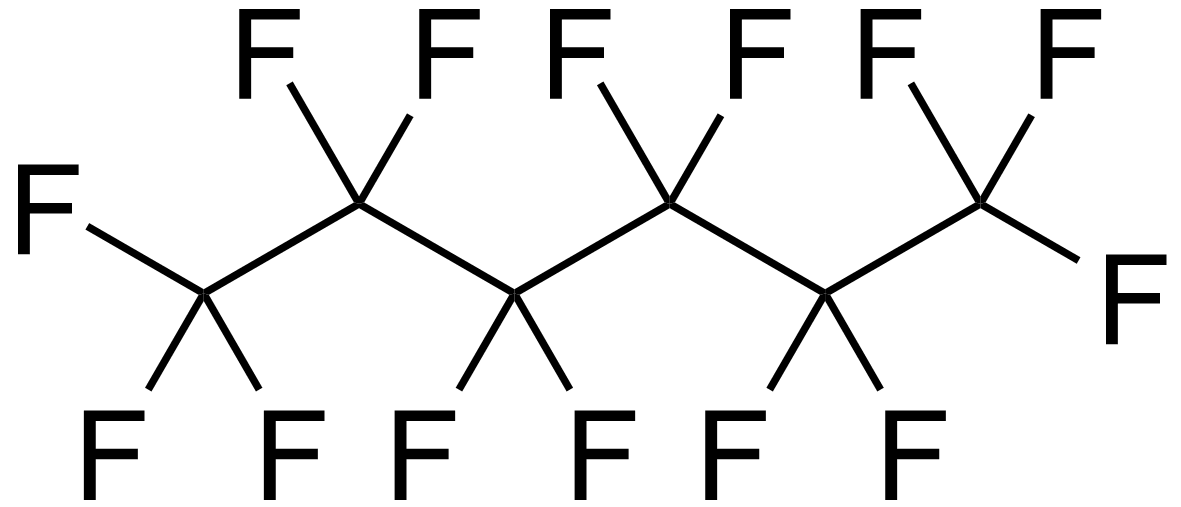
Perfluorhexan, ein Perfluorcarbon

Verschiedene Darstellungen von Perfluordecalin

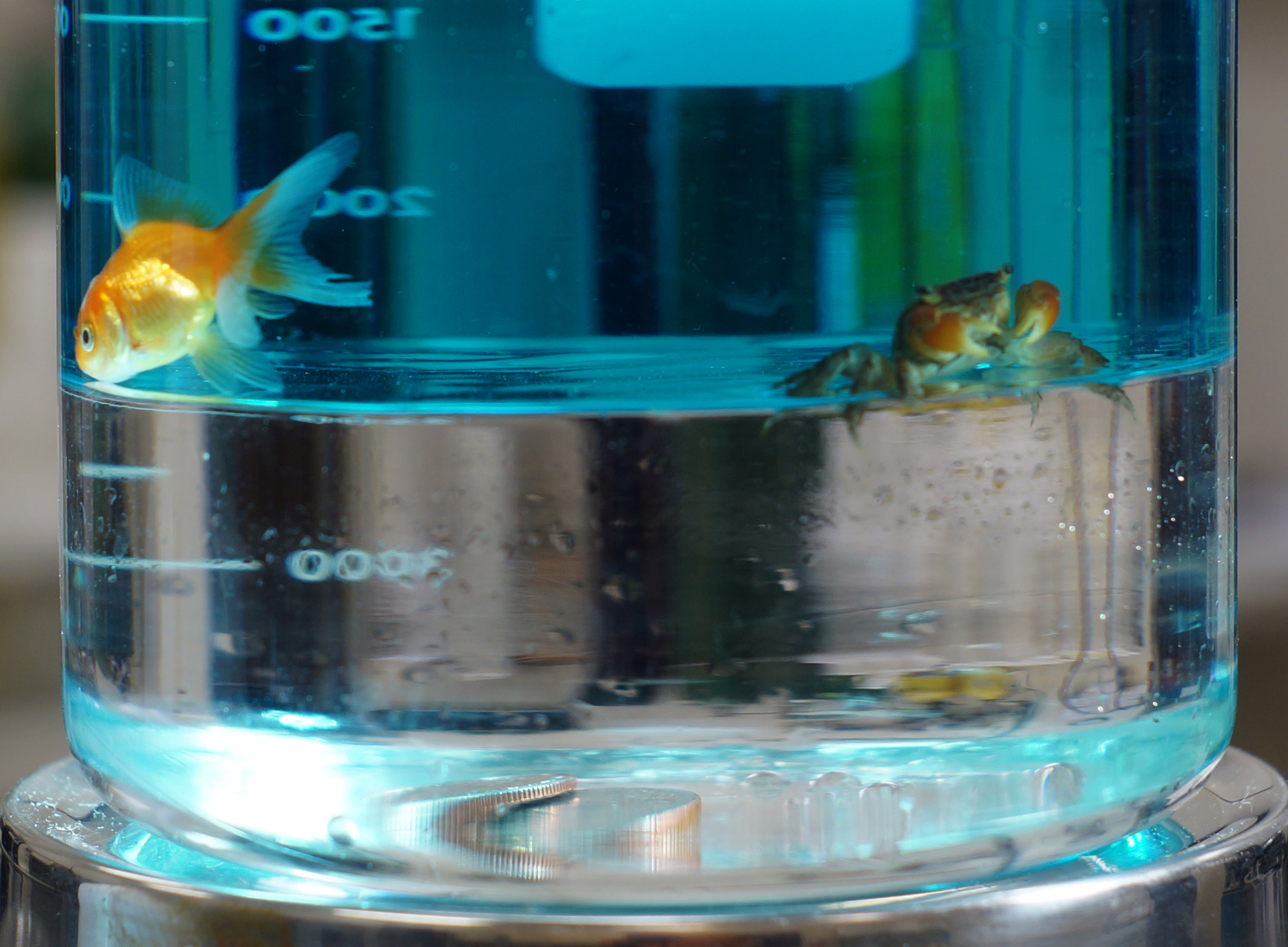
Becherglas mit zwei geschichteten Flüssigkeiten. Oben eine Schicht gefärbten Wassers und drunter das dichtere Perfluorheptan; ein Goldfisch und eine Krabbe können die Phasengrenze nicht durchbrechen – im Gegensatz zu Münzen, die auf den Boden des Glases absinken.

Perfluorcarbone (PFC), auch perfluorierte Kohlenwasserstoffe oder Fluorcarbone genannt, sind vollständig („Per-“) mit Fluor substituierte Kohlenstoffverbindungen (d. h. sie enthalten keine Wasserstoff-Atome mehr).
Sie gehören zu den Fluorkohlenwasserstoffen (FKW; englisch Hydrofluorocarbons, HFC), fluorierten Derivaten der Kohlenwasserstoffe.
Einfache Kohlenstoffketten wie das perfluorierte Octanderivat Perfluoroctan (C8F18), sind ebenso verbreitet wie komplexe, cyclische Fluor-Kohlenstoffverbindungen. Der formal einfachste Vertreter ist das Tetrafluormethan (CF4), gefolgt vom Difluoracetylen (C2F2).
Ein Teil der Perfluorcarbone gehört gemäß OECD-Definition zu den per- und polyfluorierten Alkylverbindungen, die veraltet ebenfalls noch mit PFC abgekürzt werden.

## Eigenschaften
Die CF2-Einheiten in Perfluorcarbonen sind helikal angeordnet, während Alkane eine Zickzack-Anordnung aufweisen. Lineare Perfluorcarbone bilden bei 7 CF2-Einheiten tetragonal angeordnete Monolayer. Ab 9 CF2-Einheiten sind diese hexagonal angeordnet. Grund dafür sind die Dipol-Dipol-Wechselwirkungen.

## Verwendung
Verwendung finden Perfluorcarbone als Kältemittel und als flüssiger Isolierstoff z. B. in Transformatoren.
Das Polymerisat Polytetrafluorethylen (PTFE), bekannt auch unter dem Handelsnamen Teflon®, ist ein Thermoplast mit hohem Schmelzpunkt von über 300 °C. Es ist chemisch kaum angreifbar und findet vielerlei Anwendung in Haushalt und Technik.
Medizinischen Einsatz finden PFC in der Augenheilkunde. Des Weiteren können Perfluorcarbone zur Flüssigkeitsbeatmung eingesetzt werden. Viele Perfluorcarbone haben eine niedrige Oberflächenspannung und breiten sich aufgrund des hohen Ausbreitungskoeffizienten sehr leicht auf Oberflächen aus. Diesen Eigenschaften und dem großen Potential zum Transport von Gasen wie Sauerstoff, Kohlenstoffdioxid oder Stickstoffmonoxid verdanken Perfluorcarbone ihren Einsatz bei der Beatmung.
PFC werden mitunter als Dopingmittel verwendet, da sie ähnlich wie rote Blutkörperchen den Sauerstoff transportieren. Sie können in Dopingtests beispielsweise gaschromatographisch nachgewiesen werden.

## Analytik
PFC, wie etwa Perfluoroctan, können mittels Massenspektrometrie nachgewiesen werden. Zur Ionisierung eignen sich hierbei plasmabasierende Methoden, wie die chemische Ionisation bei Atmosphärendruck (APCI) oder die stille elektrische Entladung (DBDI).

## Umweltwirkungen
Aufgrund ihrer sehr langen mittleren Verweilzeit in der Atmosphäre haben alle Perfluorcarbone, ähnlich wie die Fluorchlorkohlenwasserstoffe (FCKW), sehr hohe Treibhauspotentiale.
Biologisch verhalten sich Perfluorcarbone bis auf wichtige Ausnahmen inert: wesentliches Charakteristikum für die biologische Unbedenklichkeit ist die fehlende Eigenschaft der Perfluorcarbone zur Bildung von Radikalen, doch genau diese Eigenschaft ist kennzeichnend für persistierende Stoffe. Uneinigkeit besteht derzeit darüber, ob und in welcher Form inkorporierte Perfluorcarbone in der Lage sind, intra- und interzelluläre Signalwege direkt zu beeinflussen.